# Lusinhan lo Grand e Sent Ilari
Sant Ilari de Lusinhan (en francès Saint-Hilaire-de-Lusignan) és un municipi francès situat al departament d'Òlt i Garona i a la regió de la Nova Aquitània.

## Demografia
| 1962                                       | 1968 | 1975 | 1982  | 1990  | 1999  | 2007  |
| ------------------------------------------ | ---- | ---- | ----- | ----- | ----- | ----- |
| 912                                        | 918  | 982  | 1.092 | 1.204 | 1.301 | 1.366 |
| Des de 1962: població sense dobles comptes |      |      |       |       |       |       |

## Administració
| Període   | Identitat        | Partit |
| --------- | ---------------- | ------ |
| 1965-2008 | Francis Delpech  | UMP    |
| 2008-     | Pierre Delouvrié |        |